# Parnassius schultei
Parnassius schultei là một loài bướm ngày sinh sống ở vùng núi cao được tìm thấy ở Tây Tạng và tây Trung Quốc.
Loài này thuộc chi Parnassius, trong họ Papilionidae.